# Gabriel Schneider (Schauspieler)

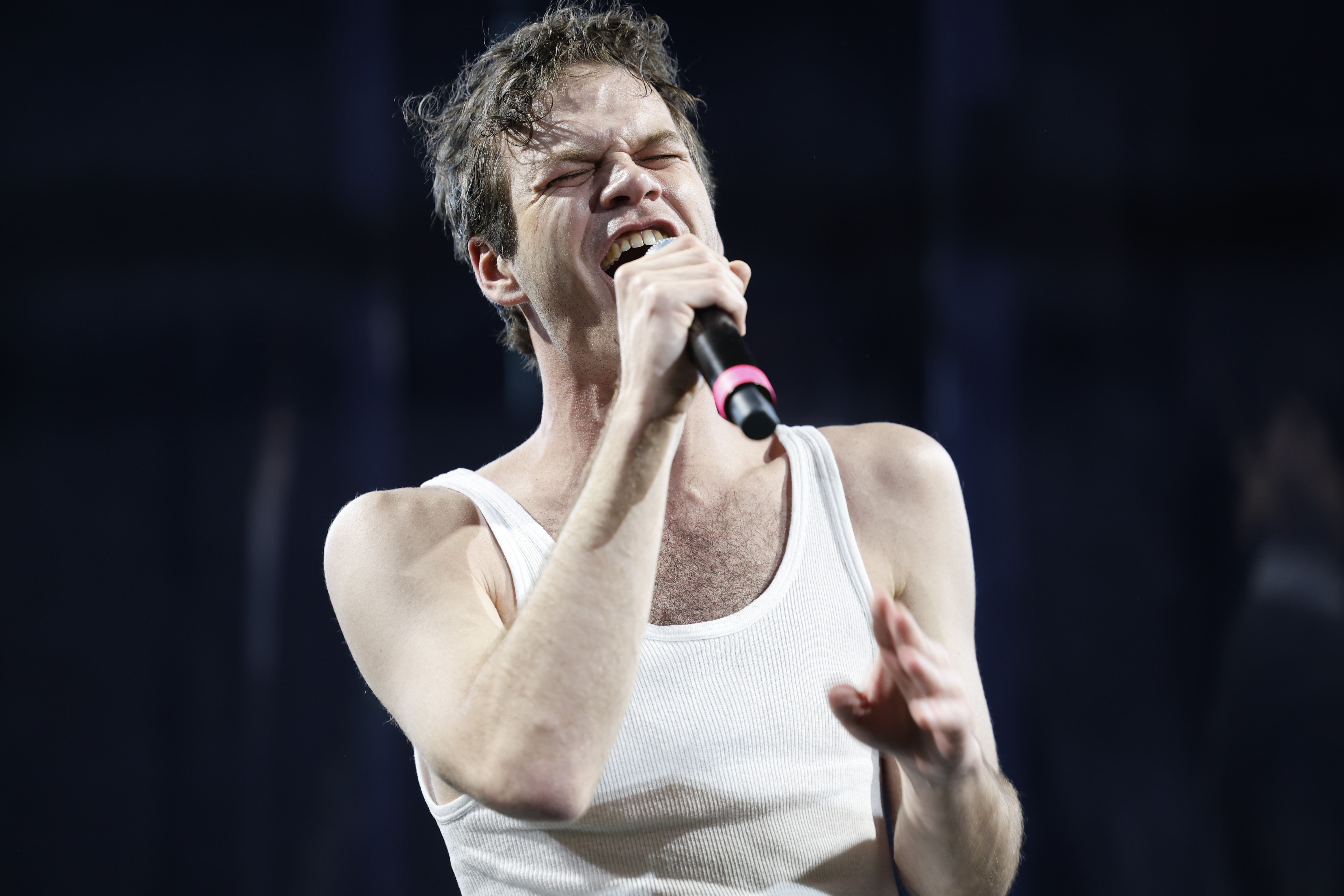
Gabriel Schneider in "Spielerfrauen" (2024)

Gabriel Schneider (* 1993 in Neunkirchen, Saarland) ist ein deutscher Schauspieler.

## Werdegang
Nach dem Abitur begann er 2011 ein Schauspielstudium an der Hochschule für Schauspielkunst Ernst Busch, welches er 2015 abschloss. Es folgten Engagements an der Volksbühne am Rosa-Luxemburg-Platz in der Uraufführung des Romans Blutsbrüder von Ernst Haffner (Regie: Sebastian Klink), auf Kampnagel Hamburg und am Theater Osnabrück.
Von 2016 bis 2023 war er festes Ensemblemitglied am Konzert Theater Bern. Hier war er u. a. zu sehen in Coco – ein Transgendermusical (Regie: Stefan Huber), als Adenoid Hynkel in Charlie Chaplins Der grosse Diktator (Regie: Cihan Inan) sowie als Orest in Orest von John von Düffel (Regie: Sophia Aurich).
Seit Sommer 2023 ist er festes Ensemble-Mitglied des Berliner Ensembles. Dort ist er u. a. in der Dreigroschenoper zu sehen. 
2019 wurde Gabriel Schneider für seine Darstellung des Ulrich in Der Mann ohne Eigenschaften von Robert Musil (Regie: Sebastian Klink) bei der Kritikerumfrage von Theater heute zwei Mal als bester Nachwuchsschauspieler genannt.
In der Spielzeit 2020/2021 war Gabriel Schneider am Konzert Theater Bern als Stephen Dedalus in Ulysses von James Joyce (Regie: Sebastian Klink), als Mr. Kite in Network von Lee Hall (Regie: Johannes Lepper), als Astrow in Onkel Wanja von Anton Tschechow (Regie: Kieran Joel) und in Jean-Paul Sartres Stück Die schmutzigen Hände (Regie: Sophia Aurich) zu sehen.
Gabriel Schneider lebt in Berlin.

## Stücke (Auswahl)
- 2021: Die schmutzgen Hände, Regie: Sophia Aurich, Konzert Theater Bern (KTB)
- 2020: Onkel Wanja, Michail Lwowitsch Astrow, Regie: Kieran Joel, KTB
- 2020: Network, Mr. Kite, Regie: Johannes Lepper, KTB
- 2020: Ulysses, Stephen Dedalus, Regie Sebastian Klink, KTB
- 2019: Orest, Orest, Regie: Sophia Aurich, KTB
- 2019: Das Resort – Ein Singspiel über das tragische Endee einer Selbstoptimierung, Regie: Antje Schupp, KTB
- 2019: Der große Diktator, Adenoid Hynkel, Regie: Chian Inan, KTB
- 2019: Jemandland, Regie: Sophia Aurich, KTB
- 2018: Mann ohne Eigenschaften, Ulrich, Regie: Sebastian Klink, KTB
- 2018: Coco, Ein Transgendermusical, Coco, Regie Stefan Huber, KTB, (eingeladen zum Schweizer Theatertreffen[5])
- 2017: Der Besuch der alten Dame, Regie: Ingo Berk, KTB
- 2017: Penthesilea, Regie: Cihan Inan, KTB
- 2016: Mondkreisläufer, Regie: Cihan Inan, KTB, (eingeladen zu den Autorentheatertagen Deutsches Theater Berlin)
- 2016: Amerika (Der Verschollene), Regie: Ueli Jäggi, KTB
- 2016: Ein weiteres Beispiel für die Durchlässigkeit gewisser Grenzen, Regie: Henri Hüster, Kampnagel Hamburg
- 2015: Blutsbrüder, Regie: Sebastian Klink, Volksbühne Berlin
- 2015: Endstation Sehnsucht, Regie: Anette Pullen, Theater Osnabrück
- 2015: Was wir wissen, Regie: Henri Hüster, Theater Osnabrück
- 2014: Das blaue blaue Meer, Regie: Sarah Wenzinger, bat Berlin
- 2013: Ein deutscher Sommer, Regie: Nick Mockridge, TAK Berlin
- 2013: Titus Andronicus, Regie: Sebastian Klink, Volksbühne Berlin

Quelle: